# Édouard Bérard
Pour les articles homonymes, voir Édouard Bérard (chanoine) et Bérard.
Édouard Jules Claude Bérard, né le 24 janvier 1843 et mort le 13 janvier 1912 à Paris, est un architecte français.

## Biographie

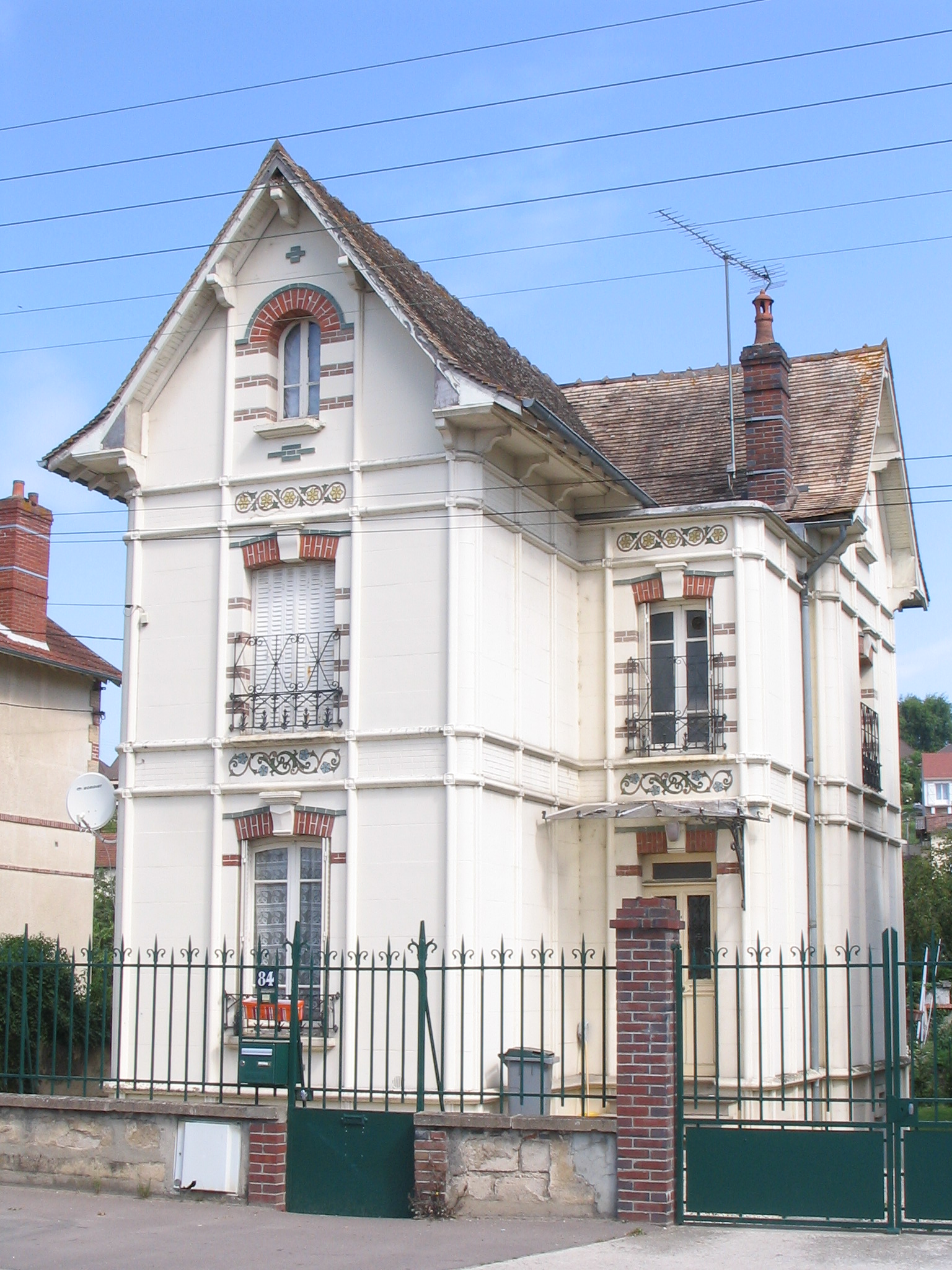
Une maison Bérard à Migennes.

Formé à l'école des Beaux-Arts de Paris, Édouard Bérard est l'élève de Viollet-le-Duc puis de Juste Lisch. Architecte en chef des Monuments historiques, il est l'inventeur d'une technique de construction économique et rapide utilisant des panneaux de ciment moulé avant la pose et assemblés à l'aide de tringles de fer ou d'acier. 
Spécialiste des constructions religieuses (il est architecte diocésain à Besançon puis à Sens), Édouard Bérard a également réalisé des restaurations d'édifices publics et des maisons d'habitation.
Il est le père de l'architecte André Bérard (1871-1948) et grand-père du peintre et décorateur Christian Bérard (1902-1949).

## Réalisations
- projet de transformation et de restauration de l'Hôtel de Ville de Besançon (1879)
- Église Saint-Pierre-et-Saint-Paul de Viarmes (façade occidentale, 1889)[5]
- projet de transformation et de restauration du Palais Granvelle de Besançon (1890)
- la chapelle du séminaire de Besançon, (1894)
- Palais des beaux-arts de Lille (1892)
- Grande chapelle du séminaire Saint-Sulpice à Issy-les-Moulineaux (1898)
- Église du Cœur-immaculé-de-Marie de Suresnes (1908)
- Église Notre-Dame-de-l'Assomption de Rungis[6] (1909)
- Chapelle Sainte-Jeanne-d'Arc de Paris (1913)
- Dix sept maisons Bérard en béton armé à Migennes[7] (1908 -)
- Maisons, rue du Docteur-Pouillot, à Melun[8]